# Championnat du monde mixte de curling 2017
Navigation
Édition précédente Édition suivante
Le Championnat du monde mixte de curling 2017 (nom officiel : World Mixed Curling Championship) est le 3e championnat du monde mixte de curling.
Il est organisé en Suisse dans la ville de Champéry au Palladium de Champéry du 6 au 14 octobre 2017.

## Équipes
Les équipes sont composées comme suit:

### Groupe A
| Croatie                                                                                        | Estonie                                                                                            | Hongrie                                                                                          | Pays de Galles                                                                    |
| ---------------------------------------------------------------------------------------------- | -------------------------------------------------------------------------------------------------- | ------------------------------------------------------------------------------------------------ | --------------------------------------------------------------------------------- |
| Fourth: Alen Cadez Third: Iva Penava Second: Drazen Cutic Lead: Anita Sajfar                   | Fourth: Andres Jakobson Third: Margit Peebo Second: Tarmo Vaehesoo Lead: Marcella Tammes           | Fourth: Gergely Szabo Third: Blanka Pathy-Dencsoe Second: David Balazs Lead: Orsolya Toth-Csoesz | Fourth: Adrian Meikle Third: Dawn Watson Second: Andrew Tanner Lead: Laura Beever |
| Japon                                                                                          | Russie                                                                                             | Slovénie                                                                                         |                                                                                   |
| Fourth: Ayato Sasaki Third: Mika Okuyama Second: Nobuaki Yamaguchi (Skip) Lead: Chiharu Meguro | Fourth: Alexey Stukalskiy Third: Mariia Ermeichuk Second: Oleg Krasikov Lead: Margarita Evdokimova | Fourth: Jure Culic Third: Ajda Zavrtanik Drglin Second: Gregor Verbinc Lead: Lea Tehovnik        |                                                                                   |

### Groupe B
| Biélorussie                                                                                       | Brésil | Chine                                                                                 | France                                                                                        |
| ------------------------------------------------------------------------------------------------- | --- | ------------------------------------------------------------------------------------- | --------------------------------------------------------------------------------------------- |
| Fourth: Pavel Petrov Third: Polina Petrova Second: Mikalai Kryshtopa Lead: Evgeniya Orlis         | Fourth: Marcello Cabral de Mello Third: Aline Goncalves Second: Sergio Mitsuo Vilela Lead: Luciana Barrella | Fourth: Liu Sijia Third: Ling Zhi Second: Han Yu Lead: Wang Weihaoping                | Fourth: Stephane Vergnaud Third: Allison Brageul Second: Laurent Vergnaud Lead: Celine Lagree |
| Lettonie                                                                                          | Suède | États-Unis                                                                            |                                                                                               |
| Fourth: Janis Rudzitis Third: Jelena Rudzite Second: Ritvars Graumanis Lead: Dace Spilnere-Pucina | Fourth: Patric Mabergs Third: Isabella Wranå (Skip) Second: Johannes Patz Lead: Sofia Mabergs               | Fourth: Hunter Clawson Third: Emily Anderson Second: Caleb Clawson Lead: Lexi Lanigan |                                                                                               |

### Groupe C
| Espagne                                                                         | Danemark                                                                              | Irlande                                                                               | Kazakhstan                                                                                    |
| ------------------------------------------------------------------------------- | ------------------------------------------------------------------------------------- | ------------------------------------------------------------------------------------- | --------------------------------------------------------------------------------------------- |
| Fourth: Sergio Vez Third: Oihane Otaegi Second: Mikel Unanue Lead: Leire Otaegi | Fourth: Mikael Qvist Third: Trine Qvist Second: Alexander Qvist Lead: Gabriella Qvist | Fourth: Alan Mitchell Third: Jacqueline Barr Second: Ross Barr Lead: Claire McCormick | Fourth: Viktor Kim Third: Sitora Alliyarova Second: Abylaikhan Zhuzbay Lead: Angelina Ebauyer |
| Corée du Sud                                                                    | Luxembourg                                                                            | Nouvelle-Zélande                                                                      | Écosse                                                                                        |
| Fourth: Kim Chi-gu Third: Ryu Yeong-joo Second: Jeon Jae-ik Lead: Choi Soo-yeon | Fourth: Alex Benoy Third: Karen Wauters Second: Marc Husi Lead: Susi Benoy            | Fourth: Thivya Jeyaranjan Third: Anton Hood Second: Brittany Taylor Lead: Dean Fotti  | Fourth: Grant Hardie Third: Rhiann Macleod Second: Billy Morton Lead: Barbara McFarlane       |

### Groupe D
| Autriche                                                                                          | Tchéquie                                                                                           | Finlande                                                                                       | Hong Kong                                                                                                |
| ------------------------------------------------------------------------------------------------- | -------------------------------------------------------------------------------------------------- | ---------------------------------------------------------------------------------------------- | --- |
| Fourth: Andreas Unterberger Third: Hannah Augustin Second: Gernot Higatzberger Lead: Celine Moser | Fourth: Jaroslav Vedral Third: Andrea Krupanska Second: Lukas Klipa Lead: Denisa Postova           | Fourth: Jussi Uusipaavalniemi Third: Laura Kitti Second: Paavo Kuosmanen Lead: Johanna Pyyhtia | Fourth: Jason Chang Third: Ling-Yue Hung Second: Derek Leung Lead: Julie Morrison                        |
| Israël                                                                                            | Norvège                                                                                            | Suisse                                                                                         | Slovaquie                                                                                                |
| Fourth: Adam Freilich Third: Elana Sone Second: Leonid Rivkind Lead: Andrea Stark                 | Fourth: Wilhelm Naess (Vice) Third: Ingvild Skaga (Skip) Second: Martin Sesaker Lead: Eirin Mesloe | Fourth: Yannick Schwaller Third: Elena Stern Second: Michael Brunner Lead: Celine Koller       | Fourth: Patrik Kapralik Third: Daniela Matulova (Vice) Second: Juraj Gallo (Skip) Lead: Slavka Zubercova |

### Groupe E
| Australie                                                                               | Canada                                                                                                  | Angleterre                                                                                      | |
| --------------------------------------------------------------------------------------- | --- | ----------------------------------------------------------------------------------------------- | --- |
| Fourth: Hugh Millikin Third: Kim Forge Second: Christopher Ordog Lead: Helen Williams   | Fourth: Trevor Bonot Third: Jacqueline McCormick Second: Kory Carr Lead: Megan Carr                     | Fourth: Andrew Woolston Third: Lesley Gregory Second: Martin Gregory Lead: Kirsty Balfour       | |
| Allemagne                                                                               | Pays-Bas                                                                                                | Pologne                                                                                         | Turquie                                                                                              |
| Fourth: Andrea Schöpp Third: Rainer Schöpp (Skip) Second: Lisa Ruch Lead: Michael Wiest | Fourth: Danny Van Den Berg Third: Bonnie Nilhamn Second: Willem Van Der Steeg Lead: Jiska Kortekaas-Bun | Fourth: Andrzej Augustyniak Third: Adela Walczak Second: Kasper Knebloch Lead: Karolina Startek | Fourth: Dilsat Yildiz (Vice) Third: Alican Karatas (Skip) Second: Semiha Konuksever Lead: Orhun Yuce |

 Italie(Cavullo) Retiré
 Chine (Sijja) déplacé vers le groupe B

## ClassementRound Robin
| Légende | Légende                            |
| ------- | ---------------------------------- |
|         | Equipes sélectionnées au Play-offs |
| V       | Victoire                           |
| D       | Défaite                            |

| Groupe A       | Skip              | V | D |
| -------------- | ----------------- | - | - |
| Russie         | Alexey Stukalskiy | 6 | 0 |
| Hongrie        | Gergely Szabo     | 4 | 2 |
| Estonie        | Andres Jakobson   | 3 | 3 |
| Japon          | Nobuaki Yamaguchi | 3 | 3 |
| Pays de Galles | Adrian Meikle     | 3 | 3 |
| Croatie        | Alen Cadez        | 1 | 5 |
| Slovénie       | Jure Culic        | 1 | 5 |

| Groupe B    | Skip                    | V | V |
| ----------- | ----------------------- | - | - |
| Suède       | Isabella Wranå          | 6 | 0 |
| Chine       | Liu Sijia               | 4 | 2 |
| États-Unis  | Hunter Clawson          | 4 | 2 |
| Biélorussie | Pavel Petrov            | 3 | 3 |
| Lettonie    | Janis Rudzitis          | 2 | 4 |
| Brésil      | Marcelo Cabral de Mello | 1 | 5 |
| France      | Stephane Vergnaud       | 1 | 5 |

| Groupe C         | Skip              | V | D |
| ---------------- | ----------------- | - | - |
| Corée du Sud     | Kim Chi-gu        | 7 | 0 |
| Écosse           | Grant Hardie      | 6 | 1 |
| Espagne          | Sergio Vez        | 5 | 2 |
| Modèle:IRL4      | Alan Mitchell     | 4 | 3 |
| Danemark         | Mikael Qvist      | 3 | 4 |
| Nouvelle-Zélande | Thivya Jeyaranjan | 2 | 5 |
| Kazakhstan       | Viktor Kim        | 1 | 6 |
| Luxembourg       | Alex Benoy        | 0 | 7 |

| Groupe D  | Skip                  | V | D |
| --------- | --------------------- | - | - |
| Norvège   | Ingvild Skaga         | 5 | 2 |
| Tchéquie  | Jaroslav Vedral       | 5 | 2 |
| Israël    | Adam Freilich         | 4 | 3 |
| Slovaquie | Juraj Gallo           | 4 | 3 |
| Suisse    | Yannick Schwaller     | 4 | 3 |
| Hong Kong | Jason Chang           | 3 | 4 |
| Finlande  | Jussi Uusipaavalniemi | 3 | 4 |
| Autriche  | Andreas Unterberger   | 0 | 7 |

| Groupe E   | Skip                | V | D |
| ---------- | ------------------- | - | - |
| Canada     | Trevor Bonot        | 6 | 0 |
| Turquie    | Alican Karatas      | 5 | 1 |
| Pologne    | Andrzej Augustyniak | 4 | 2 |
| Angleterre | Andrew Woolston     | 3 | 3 |
| Allemagne  | Rainer Schöpp       | 2 | 4 |
| Australie  | Hugh Millikin       | 1 | 5 |
| Pays-Bas   | Danny Van Den Berg  | 0 | 6 |

## Play-offs

### Tableaux des tournois
|  | 1/8e de finale | 1/8e de finale | 1/8e de finale |    |   | Quart de finale | Quart de finale | Quart de finale |  |  | Demi-finale | Demi-finale | Demi-finale |  |  | Finale | Finale | Finale |
|  |                |                |                |    |   |                 |                 |                 |  |  |             |             |             |  |  |        |        |        |
|  | 1              | Norvège        | 6              |    |   |                 |                 |                 |  |  |             |             |             |  |  |        |        |        |
|  | 16             | Angleterre     | 5              |    |   |                 |                 |                 |  |  |             |             |             |  |  |        |        |        |
|  | 16             | Angleterre     | 5              |    |   | Norvège         | 6               |                 |  |  |             |             |             |  |  |        |        |        |
|  |                |                |                |    |   | Norvège         | 6               |                 |  |  |             |             |             |  |  |        |        |        |
|  |                |                | Turquie        | 0  |   |                 |                 |                 |  |  |             |             |             |  |  |        |        |        |
|  | 8              | Hongrie        | Turquie        | 0  | 3 |                 |                 |                 |  |  |             |             |             |  |  |        |        |        |
|  | 8              | Hongrie        |                |    | 3 |                 |                 |                 |  |  |             |             |             |  |  |        |        |        |
|  | 9              | Turquie        | 8              |    |   |                 |                 |                 |  |  |             |             |             |  |  |        |        |        |
|  | 9              | Turquie        | 8              |    |   |                 |                 |                 |  |  | Norvège     | 3           |             |  |  |        |        |        |
|  |                |                |                |    |   |                 |                 |                 |  |  | Norvège     | 3           |             |  |  |        |        |        |
|  |                |                | Canada         | 5  |   |                 |                 |                 |  |  |             |             |             |  |  |        |        |        |
|  | 5              | Canada         | Canada         | 5  | 4 |                 |                 |                 |  |  |             |             |             |  |  |        |        |        |
|  | 5              | Canada         |                |    | 4 |                 |                 |                 |  |  |             |             |             |  |  |        |        |        |
|  | 12             | Pologne        | 3              |    |   |                 |                 |                 |  |  |             |             |             |  |  |        |        |        |
|  | 12             | Pologne        | 3              |    |   | Canada          | 9               |                 |  |  |             |             |             |  |  |        |        |        |
|  |                |                |                |    |   | Canada          | 9               |                 |  |  |             |             |             |  |  |        |        |        |
|  |                |                | Russie         | 1  |   |                 |                 |                 |  |  |             |             |             |  |  |        |        |        |
|  | 4              | Russie         | Russie         | 1  | 6 |                 |                 |                 |  |  |             |             |             |  |  |        |        |        |
|  | 4              | Russie         |                |    | 6 |                 |                 |                 |  |  |             |             |             |  |  |        |        |        |
|  | 13             | Israël         | 3              |    |   |                 |                 |                 |  |  |             |             |             |  |  |        |        |        |
|  | 13             | Israël         | 3              |    |   |                 |                 |                 |  |  |             |             |             |  |  | Canada | 5      |        |
|  |                |                |                |    |   |                 |                 |                 |  |  |             |             |             |  |  | Canada | 5      |        |
|  |                |                | Écosse         | 8' |   |                 |                 |                 |  |  |             |             |             |  |  |        |        |        |
|  | 3              | Suède          | Écosse         | 8' | 6 |                 |                 |                 |  |  |             |             |             |  |  |        |        |        |
|  | 3              | Suède          |                |    | 6 |                 |                 |                 |  |  |             |             |             |  |  |        |        |        |
|  | 14             | États-Unis     | 5              |    |   |                 |                 |                 |  |  |             |             |             |  |  |        |        |        |
|  | 14             | États-Unis     | 5              |    |   | Suède           | 4               |                 |  |  |             |             |             |  |  |        |        |        |
|  |                |                |                |    |   | Suède           | 4               |                 |  |  |             |             |             |  |  |        |        |        |
|  |                |                | Écosse         | 7  |   |                 |                 |                 |  |  |             |             |             |  |  |        |        |        |
|  | 6              | Écosse         | Écosse         | 7  | 4 |                 |                 |                 |  |  |             |             |             |  |  |        |        |        |
|  | 6              | Écosse         |                |    | 4 |                 |                 |                 |  |  |             |             |             |  |  |        |        |        |
|  | 11             | Espagne        | 2              |    |   |                 |                 |                 |  |  |             |             |             |  |  |        |        |        |
|  | 11             | Espagne        | 2              |    |   |                 |                 |                 |  |  | Écosse      | 6           |             |  |  |        |        |        |
|  |                |                |                |    |   |                 |                 |                 |  |  | Écosse      | 6           |             |  |  |        |        |        |
|  |                |                | Tchéquie       | 2  |   |                 |                 |                 |  |  |             |             |             |  |  |        |        |        |
|  | 7              | Chine          | Tchéquie       | 2  | 4 |                 |                 |                 |  |  |             |             |             |  |  |        |        |        |
|  | 7              | Chine          |                |    | 4 |                 |                 |                 |  |  |             |             |             |  |  |        |        |        |
|  | 10             | Tchéquie       | 6              |    |   |                 |                 |                 |  |  |             |             |             |  |  |        |        |        |
|  | 10             | Tchéquie       | 6              |    |   | Tchéquie        | 7               |                 |  |  |             |             |             |  |  |        |        |        |
|  |                |                |                |    |   | Tchéquie        | 7               |                 |  |  |             |             |             |  |  |        |        |        |
|  |                |                | Estonie        | 4  |   |                 |                 |                 |  |  |             |             |             |  |  |        |        |        |
|  | 2              | Corée du Sud   | Estonie        | 4  | 4 |                 |                 |                 |  |  |             |             |             |  |  |        |        |        |
|  | 2              | Corée du Sud   |                |    | 4 |                 |                 |                 |  |  |             |             |             |  |  |        |        |        |
|  | 15             | Estonie        | 7              |    |   |                 |                 |                 |  |  |             |             |             |  |  |        |        |        |

|  | Médaille de Bronze |          |   |
|  |                    |          |   |
|  | Norvège            | Norvège  | 6 |
|  | Tchéquie           | Tchéquie | 7 |

### Huitième de finale
Vendredi 13 octobre, 9h00
| Equipes - Piste B | 1 | 2 | 3 | 4 | 5 | 6 | 7 | 8 | Total |
| ----------------- | - | - | - | - | - | - | - | - | ----- |
| Israël            | 0 | 0 | 0 | 1 | 1 | 0 | 1 | X | 3     |
| Russie            | 0 | 3 | 2 | 0 | 0 | 1 | 0 | X | 6     |

| Equipes - Piste C | 1 | 2 | 3 | 4 | 5 | 6 | 7 | 8 | Total |
| ----------------- | - | - | - | - | - | - | - | - | ----- |
| Angleterre        | 1 | 0 | 1 | 0 | 1 | 0 | 2 | 0 | 5     |
| Norvège           | 0 | 1 | 0 | 3 | 0 | 1 | 0 | 1 | 6     |

| Equipes - Piste D | 1 | 2 | 3 | 4 | 5 | 6 | 7 | 8 | Total |
| ----------------- | - | - | - | - | - | - | - | - | ----- |
| Pologne           | 0 | 0 | 0 | 1 | 0 | 0 | 1 | 1 | 3     |
| Canada            | 2 | 0 | 0 | 0 | 1 | 1 | 0 | 0 | 4     |

| Equipes - Piste E | 1 | 2 | 3 | 4 | 5 | 6 | 7 | 8 | Total |
| ----------------- | - | - | - | - | - | - | - | - | ----- |
| Turquie           | 2 | 0 | 2 | 1 | 0 | 1 | 2 | X | 8     |
| Hongrie           | 0 | 1 | 0 | 0 | 2 | 0 | 0 | X | 3     |

Vendredi 13 octobre, 13h00
| Equipes - Piste B | 1 | 2 | 3 | 4 | 5 | 6 | 7 | 8 | 9 | Total |
| ----------------- | - | - | - | - | - | - | - | - | - | ----- |
| États-Unis        | 0 | 0 | 0 | 2 | 0 | 1 | 0 | 2 | 0 | 5     |
| Suède             | 2 | 0 | 0 | 0 | 2 | 0 | 1 | 0 | 1 | 6     |

| Equipes - Piste C | 1 | 2 | 3 | 4 | 5 | 6 | 7 | 8 | Total |
| ----------------- | - | - | - | - | - | - | - | - | ----- |
| Tchéquie          | 3 | 0 | 1 | 0 | 0 | 2 | 0 | X | 6     |
| Chine             | 0 | 1 | 0 | 1 | 1 | 0 | 1 | X | 4     |

| Equipes - Piste D | 1 | 2 | 3 | 4 | 5 | 6 | 7 | 8 | Total |
| ----------------- | - | - | - | - | - | - | - | - | ----- |
| Écosse            | 2 | 0 | 0 | 1 | 1 | 0 | 0 | X | 4     |
| Espagne           | 0 | 1 | 1 | 0 | 0 | 0 | 0 | X | 2     |

| Equipes - Piste E | 1 | 2 | 3 | 4 | 5 | 6 | 7 | 8 | Total |
| ----------------- | - | - | - | - | - | - | - | - | ----- |
| Estonie           | 1 | 0 | 0 | 3 | 0 | 2 | 1 | X | 7     |
| Corée du Sud      | 0 | 2 | 1 | 0 | 1 | 0 | 0 | X | 4     |

### Quart de finale
Vendredi 13 octobre, 19h00
| Equipes - Piste B | 1 | 2 | 3 | 4 | 5 | 6 | 7 | 8 | 9 | Total |
| ----------------- | - | - | - | - | - | - | - | - | - | ----- |
| Tchéquie          | 2 | 0 | 0 | 1 | 0 | 0 | 0 | 1 | 3 | 7     |
| Estonie           | 0 | 1 | 1 | 0 | 1 | 0 | 1 | 0 | 0 | 4     |

| Equipes - Piste C | 1 | 2 | 3 | 4 | 5 | 6 | 7 | 8 | Total |
| ----------------- | - | - | - | - | - | - | - | - | ----- |
| Écosse            | 2 | 0 | 2 | 0 | 1 | 0 | 2 | X | 7     |
| Suède             | 0 | 1 | 0 | 2 | 0 | 1 | 0 | X | 4     |

| Equipes - Piste D | 1 | 2 | 3 | 4 | 5 | 6 | 7 | 8 | Total |
| ----------------- | - | - | - | - | - | - | - | - | ----- |
| Turquie           | 0 | 0 | 0 | 0 | 0 | 0 | 0 | X | 0     |
| Norvège           | 0 | 0 | 0 | 0 | 3 | 0 | 3 | X | 6     |

| Equipes - Piste E | 1 | 2 | 3 | 4 | 5 | 6 | 7 | 8 | Total |
| ----------------- | - | - | - | - | - | - | - | - | ----- |
| Russie            | 0 | 0 | 0 | 0 | 1 | 0 | X | X | 1     |
| Canada            | 0 | 3 | 2 | 2 | 0 | 2 | X | X | 9     |

### Demi-Finale
Samedi 14 octobre, 9h00
| Equipes - Piste B | 1 | 2 | 3 | 4 | 5 | 6 | 7 | 8 | Total |
| ----------------- | - | - | - | - | - | - | - | - | ----- |
| Norvège           | 0 | 2 | 0 | 0 | 0 | 0 | 1 | 0 | 3     |
| Canada            | 1 | 0 | 1 | 1 | 0 | 1 | 0 | 1 | 5     |

| Equipes - Piste D | 1 | 2 | 3 | 4 | 5 | 6 | 7 | 8 | Total |
| ----------------- | - | - | - | - | - | - | - | - | ----- |
| Écosse            | 2 | 2 | 0 | 2 | 0 | 0 | 0 | X | 6     |
| Tchéquie          | 0 | 0 | 1 | 0 | 0 | 1 | 0 | X | 2     |

### Médaille de Bronze
Samedi 14 octobre, 14h00
| Equipes - Piste C | 1 | 2 | 3 | 4 | 5 | 6 | 7 | 8 | Total |
| ----------------- | - | - | - | - | - | - | - | - | ----- |
| Tchéquie          | 0 | 0 | 0 | 0 | 2 | 0 | 2 | 3 | 7     |
| Norvège           | 0 | 2 | 2 | 1 | 0 | 1 | 0 | 0 | 6     |

### Médaille d’Or
Samedi 14 octobre, 14h00
| Equipes - Piste E | 1 | 2 | 3 | 4 | 5 | 6 | 7 | 8 | 9 | Total |
| ----------------- | - | - | - | - | - | - | - | - | - | ----- |
| Écosse            | 0 | 1 | 2 | 1 | 0 | 1 | 0 | 0 | 3 | 8     |
| Canada            | 1 | 0 | 0 | 0 | 1 | 0 | 2 | 1 | 0 | 5     |